# Dungarvan
Dungarvan (iriska: Dún Garbhán) är en ort i republiken Irland.   Den ligger i grevskapet Waterford (där den är huvudort) och provinsen Munster, i den södra delen av landet, 170 km sydväst om huvudstaden Dublin. Dungarvan ligger 12 meter över havet och antalet invånare är 9 227.